# Com'era verde la mia valle
Com'era verde la mia valle (How Green Was My Valley) è un film del 1941 diretto da John Ford e ispirato al romanzo Com'era verde la mia vallata del 1939 di Richard Llewellyn.

## Trama
Un minatore lascia la città del Galles dove è sempre vissuto ricordando come la costruzione delle miniere abbia cambiato la società portando alla nascita dei sindacati, ai conflitti operai, all'emigrazione per togliersi dalla povertà e alla fine dei rapporti "familiaristici" della comunità.

## Produzione
La casa di produzione avrebbe voluto girare il film a colori e nei luoghi originali della storia ovvero il Galles. A causa della guerra il film venne girato in bianco e nero e nella zona di Malibu venne costruito interamente un tipico villaggio di minatori.

## Edizione italiana

### Doppiaggio
Fu effettuato nel 1943 in Spagna, a Madrid, dove un gruppo di attori italiani si trovava per girare un film di coproduzione italo-spagnola.

## Riconoscimenti
- 1942 - Premio Oscar
  - Miglior film
  - Migliore regia a John Ford
  - Miglior attore non protagonista a Donald Crisp
  - Migliore fotografia a Arthur C. Miller
  - Migliore scenografia a Richard Day, Nathan Juran e Thomas Little
  - Candidatura Miglior attrice non protagonista a Sara Allgood
  - Candidatura Migliore sceneggiatura non originale a Philip Dunne
  - Candidatura Miglior montaggio a James B. Clark
  - Candidatura Miglior sonoro a Edmund H. Hansen
  - Candidatura Miglior colonna sonora a Alfred Newman
- 1941 - New York Film Chritics Circle Award
  - Migliore regia a John Ford
  - Candidatura Miglior film
- 1943 - Argentinean Film Critics Association Award
  - Miglior film straniero a John Ford

Nel 1941 il National Board of Review of Motion Pictures l'ha inserito nella lista dei migliori dieci film dell'anno.
Nel 1990 è stato scelto per la conservazione nel National Film Registry della Biblioteca del Congresso degli Stati Uniti.